# Helsingborgs valkrets
Helsingborgs valkrets var namnet på två äldre valkretsar till den svenska riksdagen.

## Första kammaren
I första kammaren var Helsingborg en egen valkrets med ett mandat under en enda mandatperiod, från det urtima riksmötet 1919 till och med 1921 års riksmöte. Från och med förstakammarvalet 1921 återgick Helsingborg till Malmöhus läns valkrets.

### Riksdagsman i första kammaren
- Gunnar Andersson, lib s (1919–1921)

## Andra kammaren
I andra kammaren var Helsingborg en egen valkrets i andrakammarvalen 1878–1908. Valkretsen hade ett mandat med undantag för valet 1893, då antalet mandat var två. I och med införandet av proportionellt valsystem i andrakammarvalet 1911 överfördes Helsingborg till den så kallade trestadskretsen.

### Riksdagsmän i andra kammaren
- Fredrik Theodor Borg, lmp (1879–1884)
- Aron Sjöcrona (1885–1887)
- Gustaf Peyron, AK:s fr 1888 (1888–1893)
- Gustaf Högstedt (1894–1896)
- Kristian Schönbeck, vänstervilde (1894–1896)
- Gustaf Peyron (1897–1899)
- Oscar Trapp, lmp (1900–1905)
- Adolf Christiernson, s (1906–1911)

### Valresultat

#### 1896
| Andrakammarvalet i Sverige 1896: Helsingborgs valkrets | Andrakammarvalet i Sverige 1896: Helsingborgs valkrets | Andrakammarvalet i Sverige 1896: Helsingborgs valkrets | Andrakammarvalet i Sverige 1896: Helsingborgs valkrets | Andrakammarvalet i Sverige 1896: Helsingborgs valkrets |
| Kandidat                                               | Kandidat                                               | Röster                                                 | Röster                                                 | Röster                                                 |
| Kandidat                                               | Kandidat                                               | Antal                                                  | %                                                      | +− %                                                   |
| ------------------------------------------------------ | ------------------------------------------------------ | ------------------------------------------------------ | ------------------------------------------------------ | ------------------------------------------------------ |
|                                                        | Gustaf Peyron                                          | 602                                                    | 52,4                                                   |                                                        |
|                                                        | Kristian Schönbeck                                     | 454                                                    | 39,6                                                   |                                                        |
|                                                        | Övriga kandidater                                      | 92                                                     | 8,0                                                    |                                                        |
| Antal giltiga röster                                   | Antal giltiga röster                                   | 1 148                                                  |                                                        |                                                        |
| Kasserade röster                                       | Kasserade röster                                       | 2                                                      |                                                        |                                                        |
| Totalt                                                 | Totalt                                                 | 1 150                                                  |                                                        |                                                        |

- Valdeltagandet var 67,0%.

#### 1899
| Andrakammarvalet i Sverige 1899: Helsingborgs valkrets | Andrakammarvalet i Sverige 1899: Helsingborgs valkrets | Andrakammarvalet i Sverige 1899: Helsingborgs valkrets | Andrakammarvalet i Sverige 1899: Helsingborgs valkrets | Andrakammarvalet i Sverige 1899: Helsingborgs valkrets |
| Kandidat                                               | Kandidat                                               | Röster                                                 | Röster                                                 | Röster                                                 |
| Kandidat                                               | Kandidat                                               | Antal                                                  | %                                                      | +− %                                                   |
| ------------------------------------------------------ | ------------------------------------------------------ | ------------------------------------------------------ | ------------------------------------------------------ | ------------------------------------------------------ |
|                                                        | Oscar Trapp                                            | 841                                                    | 56,7                                                   |                                                        |
|                                                        | A. Svensson                                            | 639                                                    | 43,1                                                   |                                                        |
|                                                        | Övriga kandidater                                      | 3                                                      | 0,2                                                    |                                                        |
| Antal giltiga röster                                   | Antal giltiga röster                                   | 1 483                                                  |                                                        |                                                        |
| Kasserade röster                                       | Kasserade röster                                       | 9                                                      |                                                        |                                                        |
| Totalt                                                 | Totalt                                                 | 1 492                                                  |                                                        |                                                        |

Valet ägde rum den 23 september 1899. Valdeltagandet var 71,7%.

#### 1902
| Andrakammarvalet i Sverige 1902: Helsingborgs valkrets | Andrakammarvalet i Sverige 1902: Helsingborgs valkrets | Andrakammarvalet i Sverige 1902: Helsingborgs valkrets | Andrakammarvalet i Sverige 1902: Helsingborgs valkrets | Andrakammarvalet i Sverige 1902: Helsingborgs valkrets |
| Kandidat                                               | Kandidat                                               | Röster                                                 | Röster                                                 | Röster                                                 |
| Kandidat                                               | Kandidat                                               | Antal                                                  | %                                                      | +− %                                                   |
| ------------------------------------------------------ | ------------------------------------------------------ | ------------------------------------------------------ | ------------------------------------------------------ | ------------------------------------------------------ |
|                                                        | Oscar Trapp                                            | 949                                                    | 50,3                                                   | ▼6,4                                                   |
|                                                        | Kristian Schönbeck                                     | 936                                                    | 49,6                                                   |                                                        |
|                                                        | Övriga kandidater                                      | 1                                                      | 0,1                                                    |                                                        |
| Antal giltiga röster                                   | Antal giltiga röster                                   | 1 886                                                  |                                                        |                                                        |
| Kasserade röster                                       | Kasserade röster                                       | 4                                                      |                                                        |                                                        |
| Totalt                                                 | Totalt                                                 | 1 890                                                  |                                                        |                                                        |

Valet ägde rum den 27 september 1902. Valdeltagandet var 73,1%.

#### 1905
| Andrakammarvalet i Sverige 1905: Helsingborgs valkrets | Andrakammarvalet i Sverige 1905: Helsingborgs valkrets | Andrakammarvalet i Sverige 1905: Helsingborgs valkrets | Andrakammarvalet i Sverige 1905: Helsingborgs valkrets | Andrakammarvalet i Sverige 1905: Helsingborgs valkrets |
| Kandidat                                               | Kandidat                                               | Röster                                                 | Röster                                                 | Röster                                                 |
| Kandidat                                               | Kandidat                                               | Antal                                                  | %                                                      | +− %                                                   |
| ------------------------------------------------------ | ------------------------------------------------------ | ------------------------------------------------------ | ------------------------------------------------------ | ------------------------------------------------------ |
|                                                        | Adolf Christiernson                                    | 1 086                                                  | 42,5                                                   |                                                        |
|                                                        | Malte Sommelius (m-lib.)                               | 1 057                                                  | 41,3                                                   |                                                        |
|                                                        | Övriga kandidater                                      | 413                                                    | 16,2                                                   |                                                        |
| Antal giltiga röster                                   | Antal giltiga röster                                   | 2 556                                                  |                                                        |                                                        |
| Kasserade röster                                       | Kasserade röster                                       | 4                                                      |                                                        |                                                        |
| Totalt                                                 | Totalt                                                 | 2 560                                                  |                                                        |                                                        |

| Andrakammarvalet i Sverige 1905: Helsingborgs valkrets | Andrakammarvalet i Sverige 1905: Helsingborgs valkrets | Andrakammarvalet i Sverige 1905: Helsingborgs valkrets | Andrakammarvalet i Sverige 1905: Helsingborgs valkrets | Andrakammarvalet i Sverige 1905: Helsingborgs valkrets |
| Kandidat                                               | Kandidat                                               | Röster                                                 | Röster                                                 | Röster                                                 |
| Kandidat                                               | Kandidat                                               | Antal                                                  | %                                                      | +− %                                                   |
| ------------------------------------------------------ | ------------------------------------------------------ | ------------------------------------------------------ | ------------------------------------------------------ | ------------------------------------------------------ |
|                                                        | Adolf Christiernson                                    | 1 674                                                  | 53,5                                                   |                                                        |
|                                                        | Närmaste kandidat                                      | 1 452                                                  | 46,5                                                   |                                                        |
|                                                        | Övriga kandidater                                      | 1                                                      | 0,0                                                    |                                                        |
| Antal giltiga röster                                   | Antal giltiga röster                                   | 3 127                                                  |                                                        |                                                        |
| Kasserade röster                                       | Kasserade röster                                       | 10                                                     |                                                        |                                                        |
| Totalt                                                 | Totalt                                                 | 3 137                                                  |                                                        |                                                        |

#### 1908
| Andrakammarvalet i Sverige 1908: Helsingborgs valkrets | Andrakammarvalet i Sverige 1908: Helsingborgs valkrets | Andrakammarvalet i Sverige 1908: Helsingborgs valkrets | Andrakammarvalet i Sverige 1908: Helsingborgs valkrets | Andrakammarvalet i Sverige 1908: Helsingborgs valkrets |
| Kandidat                                               | Kandidat                                               | Röster                                                 | Röster                                                 | Röster                                                 |
| Kandidat                                               | Kandidat                                               | Antal                                                  | %                                                      | +− %                                                   |
| ------------------------------------------------------ | ------------------------------------------------------ | ------------------------------------------------------ | ------------------------------------------------------ | ------------------------------------------------------ |
|                                                        | Adolf Christiernson                                    | 2 018                                                  | 52,1                                                   |                                                        |
|                                                        | Malte Sommelius (m-kons.)                              | 1 852                                                  | 47,9                                                   |                                                        |
|                                                        | Övriga kandidater                                      | 1                                                      | 0,0                                                    |                                                        |
| Antal giltiga röster                                   | Antal giltiga röster                                   | 3 871                                                  |                                                        |                                                        |
| Kasserade röster                                       | Kasserade röster                                       | 11                                                     |                                                        |                                                        |
| Totalt                                                 | Totalt                                                 | 3 882                                                  |                                                        |                                                        |

Valet ägde rum den 4 september 1908. Valdeltagandet var 86,4%.